# Fira metróállomás
Fira egy metróállomás Spanyolországban, Barcelonában a barcelonai metró L9-es metróvonalán.

## Metróvonalak
Az állomást az alábbi metróvonalak érintik:
- 9-es metróvonal

## Kapcsolódó állomások
Az állomáshoz az alábbi állomások vannak a legközelebb:
- Parc Logístic (Estación de Aeroport T1, 9-es metróvonal)
- Europa-Fira (Zona Universitària, 9-es metróvonal)